# Roman policier

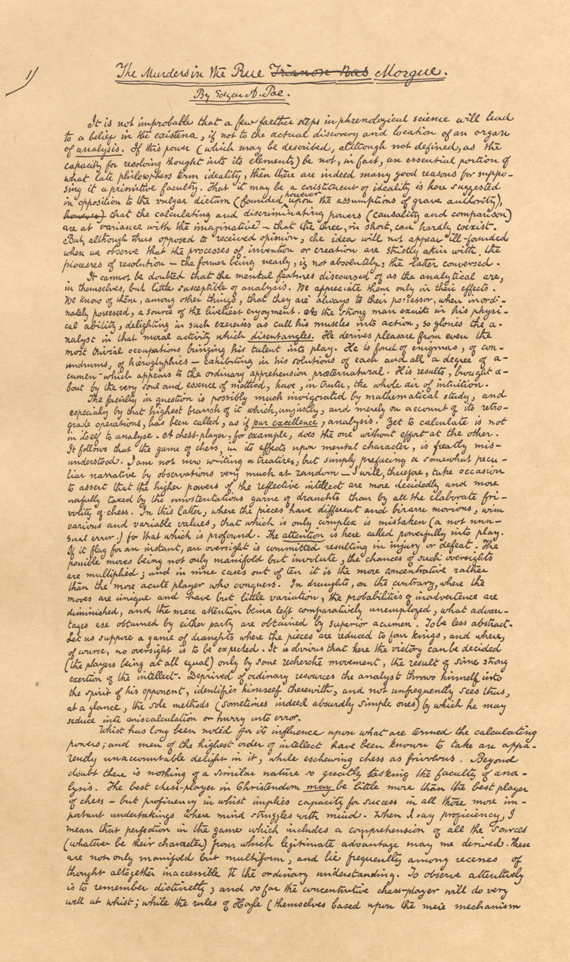
Manuscrit de Double Assassinat dans la rue Morgue (The Murders in the Rue Morgue), nouvelle de l’écrivain américain Edgar Allan Poe, parue en avril 1841 et considérée comme fondatrice du genre roman policier.

Le roman policier (familièrement appelé « polar » en France) est un roman relevant du genre policier. Le drame y est fondé sur l'attention d'un fait ou, plus précisément, d'une intrigue, et sur une recherche méthodique faite de preuves, le plus souvent par une enquête policière ou encore une enquête de détective privé. L'abréviation « policier » (pour « roman policier ») est également utilisée. Le genre policier comporte six invariants : le crime ou délit, le mobile, le coupable, la victime, le mode opératoire et l'enquête. Le roman policier recouvre beaucoup de types de romans, notamment le roman noir et le roman à suspense ou thriller. Si l'action est transposée au minimum d'un siècle en arrière, on pourra le qualifier raisonnablement de roman policier historique. Il existe également des romans policiers de science-fiction.

## Définition
À partir d’un cours élaboré en 1985, Anne Pambrun a synthétisé[source insuffisante] des articles définissant le roman policier. Partant de la définition que donne en 1929 Régis Messac dans Le « Detective Novel » et l'influence de la pensée scientifique : « Un récit consacré avant tout à la découverte méthodique et graduelle, par des moyens rationnels, des circonstances exactes d’un événement mystérieux ». Passant par celles de François Fosca (1937), de Boileau-Narcejac (1965), et de Jacques Sadoul, Anne Pambrun propose : « Un récit rationnel dont le ressort dramatique est un crime, vrai ou supposé ». Il convient cependant de tenir compte de la définition affinée et méconnue que Messac livrait en décembre 1929 : « Un crime mystérieux, graduellement éclairci par les raisonnements et les recherches d’un policier ».
Il constitue l'essentiel de ce que l'on appelle aujourd'hui la « littérature noire » (à ne pas confondre avec la littérature noire-américaine).

## Catégories
Le terme français de roman policier est un terme générique qui, par extension, recouvre beaucoup de catégories de romans. Il est réducteur de la diversité du genre, et sur ce point, la langue anglaise est beaucoup plus expressive.
On peut distinguer : 
- le roman de détection ou d'énigme ou de mystère (variante anglo-saxonne : le whodunit) ;
- le roman d'enquête (enquête pouvant être menée par un policier, un détective privé ou autre) qui relève souvent du roman de détection, du roman noir ou du roman à suspense ;
- le roman noir ;
- le roman policier de terroir ;
- le roman à suspense ou thriller ;
- le roman d'espionnage ;
- le roman policier historique ;
- le roman policier humoristique ou parodique ;
- le roman policier « ethnique », qui se déroule dans un contexte socio-culturel inhabituel et où la trame du récit et/ou la méthodologie de l'enquêteur prennent en compte des références différentes : police Navajo aux États-Unis, enquêteur chinois au Tibet, policier aborigène en Australie.

Ces diverses catégories ne sont pas exclusives.

## Histoire
L’élément thématique prédominant du roman policier est l’élucidation d’un crime au travers d'une enquête policière.

### Chine ancienne
Le roman policier occidental a eu un précurseur dans la Chine impériale : le juge Ti, qui exista réellement au VIIe siècle et est utilisé au XVIIIe siècle comme héros d'un roman policier chinois, Dee Goong An (« Trois affaires criminelles résolues par le juge Ti »). Ce texte, redécouvert et traduit en anglais par le diplomate hollandais Robert van Gulik dans les années 1940, est publié en 1949.
Il n'y a pas eu d'influence de la littérature chinoise sur celle qui se développa en Europe[réf. souhaitée].

### Occident
Lié d’une part à l’apparition d’une civilisation industrielle et d’autre part à l’émergence de la science positive, le récit policier change le mystère en problème. En effet, selon le sociologue Luc Boltanski, le roman policier se distingue du genre fantastique, qui met lui aussi en scène des énigmes, en s’appuyant sur l’existence d’une réalité naturelle régie par le « type d’enchaînements causaux » établi par les sciences naturelles. De ce fait, il se présente rapidement comme un genre strictement codifié, orienté vers la résolution d’une énigme.
En décembre 1815, Jane Austen publie Emma. Le roman a souvent été défini, à la suite de R. W. Chapman, de Robert Liddell, et surtout, de P. D. James, comme « un roman policier sans policier », ou « un roman policier sans meurtre » (« a detective novel without a detective », ou « a detective novel without a murder »). Certains[réf. souhaitée] ont même vu en Emma le tout premier roman policier en Occident, car il est en effet antérieur à d'autres « ancêtres du roman policier » tels que The Murders in the Rue Morgue d'Edgar Poe (1841), Le Meurtre du constructeur de machines Roolfsen de Maurits Hansen (1839) ou même Das Fräulein von Scuderi, de Ernst Theodor Amadeus Hoffmann (1819). Quoi qu'il en soit, l'énigme que contient le roman est remarquable par le fait que la plupart de ceux qui lisent Emma pour la première fois ne se rendent compte du mystère qu'il contient que tout à la fin, malgré les indices extrêmement nombreux et précis dont Jane Austen l'a parsemé.
En 1829, Balzac publie Les Chouans, œuvre dont certains aspects préfigurent le roman policier. En effet, Corentin, fils naturel présumé de Fouché, débute dans le métier de la police, c'est aussi un agent secret. On le retrouvera dans Une ténébreuse affaire, puis Splendeurs et misères des courtisanes et Les Petits Bourgeois.
En 1841, Edgar Allan Poe écrit les premières nouvelles policières directement inspirées de faits divers. Émile Gaboriau a ensuite publié, en 1863, le premier roman policier dont le récit est encore largement imprégné du fond mélodramatique accumulé dans les feuilletons du XIXe siècle.
C’est seulement avec Conan Doyle qu’émerge la première figure de détective vraiment scientifique avec son personnage de Sherlock Holmes. À l’inverse du choix de Conan Doyle dont le personnage de pur enquêteur est sans émotion et sans vie de famille, ses contemporains français sont engagés dans le jeu des passions, des idéologies et des morales de leur époque. Ainsi, Gaston Leroux doit sa célébrité à un récit de chambre close où le détective Rouletabille conduit ses investigations jusqu’à la résolution de son destin œdipien. Quant à Arsène Lupin, le gentleman cambrioleur héros de Maurice Leblanc, il vole au secours des démunis au point de leur abandonner une partie de son butin.
Autrefois associé à la culture populaire, le roman policier a acquis ses lettres de noblesse et a élargi son lectorat en mordant notamment sur le public féminin et sur tout type de catégories sociales. C'est ainsi que Georges Simenon a reçu la consécration d'être édité par la bibliothèque de la Pléiade, à l'aube du XXIe siècle.
En 2018, en France, 17,2% des œuvres de fiction vendues en librairie étaient du polar. Selon les statistiques du Syndicat national de l’édition pour l’année 2020, l’espionnage, le policier, le roman noir et le thriller représentent 5,3 % du chiffre d’affaires de l’édition avec près de 137 millions d’euros et 5,6 % des exemplaires vendus (23 406 millions) . En 2010, selon une enquête du ministère de la Culture, en nombre de livres lus, les romans policiers dépassent les romans des autres genres.

## Les femmes dans le polar
Bien que les femmes aient toujours été présentes dans la littérature noire (Ellen Wood, East Lynne, 1860, adapté à de multiple reprises ; Mary Elizabeth Braddon, Le Secret de Lady Audley (en), 1861; le premier roman d'Anna Katharine Green Le Crime de la 5e Avenue, paru en 1878, s'est vendu à plus d'un million d'exemplaires), ce n'est que dans les années 1920 et 1930 qu'elles ont réellement émergé, en particulier dans la création de romans d'énigme, désignés sous le terme whodunits : Agatha Christie, bien sûr, mais aussi Dorothy Sayers, Margery Allingham, Ngaio Marsh, Josephine Tey. 
Une nouvelle génération d'auteures féminines fera son apparition à la suite des grandes luttes féministes de la fin des années 1960, coïncidant avec l'accès au genre du lectorat féminin . La Britannique P. D. James a commencé à publier dès 1962, Ruth Rendell en 1964, jusqu'à, sinon dominer le genre dans le monde anglo-saxon, du moins jouer à armes égales avec leurs confrères masculins : Patricia Cornwell, Sarah Dunant, Sue Grafton, Elizabeth George, Martha Grimes, Donna Leon, Val McDermid, Sara Paretsky,  Dorothy Simpson, Minette Walters, etc. soutenue par Sisters in Crime (en), une association créée spécialement pour représenter les auteures de romans noirs . 
Les auteures de romans noirs pointent cependant les disparités d'éclairage médiatique entre les genres . 
En France, les auteures Brigitte Aubert, Chantal  Pelletier, Sylvie Granotier, Pascale Fonteneau, Laurence Biberfeld, Fred Vargas, Andrea Japp, Maud Tabachnik, Dominique Sylvain, Dominique Manotti, Ingrid Astier ou Karine Giébel font figure de pionnières du genre.

## Les collections
- Actes noirs, aux Éditions Actes Sud ;
- Aube noire, aux Éditions de l'Aube ;
- Babel noir, aux Éditions Actes Sud ;
- Carré noir, aux Éditions Gallimard ;
- Chemins nocturnes, aux Éditions Viviane Hamy ;
- Crime et Police, aux Éditions Ferenczi & fils ;
- Dix heures d'angoisse, aux Éditions Ferenczi & fils ;
- Les Dossiers secrets de la police, aux Éditions Ferenczi & fils ;
- Engrenage, aux Éditions Jean Goujon ;
- Engrenages, aux éditions Fleuve noir ;
- Les Enquêtes rhénanes au Verger éditeur (Alsace) ;
- Le Fantôme, aux Éditions Ferenczi & fils ;
- Fayard Noir, aux éditions Fayard ;
- Feux rouges, aux Éditions Ferenczi & fils ;
- Folio policier, aux Éditions Gallimard ;
- Frisson, aux Éditions Plaisir de Lire ;
- Grands détectives, aux Éditions 10/18 ;
- Instantanés de polar, aux Éditions Baleine ;
- Intrigues, aux Éditions Toute Latitude ;
- Jasmin noir junior, aux Éditions du Jasmin ;
- La Poche noire, aux Éditions Gallimard ;
- Ligne Noire, aux Éditions Le Passage ;
- Le Masque, aux Éditions de la Librairie des Champs-Élysées ;
- La bête noire, aux éditions Robert Laffont ;
- Mon roman policier, aux Éditions Ferenczi & fils ;
- Noir, éditions Métailié ;
- Noir délire, Éditions Noir délire ;
- La Noire, aux Éditions Gallimard ;
- Nuits noires, aux Éditions Belfond ;
- Pavillon noir, aux Éditions Robert Laffont ;
- Pavillon noir, aux Éditions Corsaire ;
- Phénix Noir, aux Éditions IFS ;
- Polar, aux Éditions Jigal ;
- Polar en poche, aux Éditions Papier Libre ;
- Polars en Nord, aux Éditions Ravet-Anceau ;
- Polars en région, aux Éditions Ravet-Anceau ;
- Policier, aux Éditions Point ;
- Policier, aux éditions Liana Levi ;
- Rail Noir, aux éditions La Vie du Rail ;
- Riffle Noir, aux Éditions du Riffle ;
- Rivages/Noir, aux Éditions Payot et Rivages ;
- Série blême, aux Éditions Gallimard ;
- Série noire, aux Éditions Gallimard ;
- Spécial police, aux éditions Fleuve noir ;
- Spécial suspense, aux Éditions Albin Michel ;
- Sueurs froides, aux éditions Denoël ;
- Super noire, aux Éditions Gallimard ;
- Suite noire, aux éditions La Branche ;
- Thriller, aux éditions Payot et Rivages ;
- Le Verrou, aux Éditions Ferenczi & fils.

## Prix littéraires

### Prix de littérature policière en France
- Prix du roman d'aventures.
- Grand prix de littérature policière.
- Prix Mystère de la critique.
- Prix du Quai des Orfèvres.
- Prix Arsène-Lupin du meilleur roman policier.
- Grand prix Paul-Féval de littérature populaire.
- Trophées 813.
- Prix Polar du Festival de Cognac.
- Prix SNCF du polar.
- Prix Sang d'encre.
- Prix Michel-Lebrun.
- Prix Roman policier du Salon du livre insulaire.
- Prix du roman policier de Serre Chevalier, Festival plume de glace.
- Prix Maurice-Bouvier.
- Prix Landerneau polar.
- Prix de la ville Mauves-sur-Loire, Festival Mauves en Noir.

### Prix de littérature policière à l’étranger
- Prix Clé de verre (Glasnyckeln), décerné par le Skandinaviska Kriminalsällskapet à un roman scandinave.
- Prix Edgar-Allan-Poe décerné par la Mystery Writers of America, aux États-Unis.
- Prix Edogawa-Ranpo au Japon créé par Edogawa Ranpo.
- Duncan Lawrie Dagger (Royaume-Uni), décerné par la Crime writers' association à un roman écrit en anglais.
- Duncan Lawrie International Dagger, décerné par la Crime writers' association à un roman étranger traduit en anglais.
- Prix Saint-Pacôme du roman policier, décerné par la Société du roman policier de Saint-Pacôme à un roman en français d'un auteur canadien.
- Prix Arthur-Ellis pour le meilleur livre en français, décerné par Crime Writers of Canada[16] à un roman en français d'un auteur canadien.
- Prix Tenebris dans le cadre des Printemps meurtriers de Knowlton qui récompense le meilleur roman policier écrit en français et distribué au Québec.
- Prix Anthony.
- Prix Agatha.
- Prix Barry.
- Prix Macavity.
- Prix Ned-Kelly.
- Prix Dilys.
- Prix Hammett.
- Prix Nero.
- Prix Shamus.
- Gold Dagger Award.

#### Ouvrages de référence
- Dictionnaire des littératures policières sous la direction de Claude Mesplède
- Policiers de roman et de laboratoire, par Edmond Locard, Payot, 1924.
- Régis Messac, Le « Detective Novel » et l'influence de la pensée scientifique, Paris, Honoré Champion, coll. « Bibliothèque de la Revue de littérature comparée » (no 59), 1929, 698 p. Réédition : Régis Messac (préf. Claude Amoz, postface François Guérif, édition revue et annotée par Jean-Luc Buard, Hélène Chantemerle, Antoine Lonnet et Olivier Messac ; traductions complémentaires du latin et du grec par Antoine Lonnet, de l'allemand par Marie-Hélène Depétrini), Le « Detective Novel » et l'influence de la pensée scientifique, Paris, Encrage, coll. « Travaux » (no 55), 2011, 588 p. (ISBN 978-2-251-74246-5, présentation en ligne).
- Histoire et technique du roman policier, par François Fosca, Gallimard, 1937.
- Le Roman policier, par Roger Caillois, Buenos Aires, Éditions des Lettres françaises, 1941.
- Rêveries d’un policier amateur, par Alexandre Arnoux, Lyon, Lugdunum, c. 1942 ; Albin Michel, 1954.
- Esthétique du roman policier, par Thomas Narcejac, 1947, Le Portulan.
- D’Arsène Lupin à San-Antonio, par Jean-Jacques Tourteau, Tours, MAME, 1970.
- Mythologie du roman policier, par Francis Lacassin, 10/18, 1974.
- le Roman policier : une machine à lire, par Thomas Narcejac, Denoël-Gonthier, 1975.
- Le Roman policier, un traité philosophique, par Siegfried Kracauer, Payot, [1922-1924] 1981.
- Autopsies du roman policier, textes réunis et présentés par Uri Eisenzweig, UGE, coll. 10/18, 1983.
- Émile Gaboriau ou la naissance du roman policier, par Roger Bonniot, Librairie philosophique J. Vrin, 1984.
- Le Roman policier archaïque : un essai de lecture groupée, par Jean-Paul Colin, Berne, Lang, 1984.
- Le récit impossible : forme et sens du roman policier, Uri Eisenzweig, Christian Bourgois, 1986.
- L'art du suspense, mode d'emploi, par Patricia Highsmith, 1987.
- Le Roman policier et ses personnages, textes réunis par Yves Reuter, Saint-Denis, Presses universitaires de Vincennes, 1989.
- Les maîtres du roman policier, par Robert Deleuse, Bordas, 1991.
- Le Roman policier ou la modernité, par Jacques Dubois Nathan, 1992.
- Mythologie du roman policier, par Francis Lacassin ; Nouvelle édition augmentée et mise à jour, Christian Bourgois 1993.
- Lire le roman policier, par Francis Evrard, Dunod, 1996.
- La Belle époque du roman policier français, par Jean-Paul Colin, Delachaux et Niestle, 1999.
- Marc Lits, Le roman policier : introduction à la théorie et à l'histoire d'un genre littéraire, Liège, Éditions du Céfal, coll. « Bibliothèque des Paralittératures » (no 4), 1999, 2e éd., 208 p. (ISBN 2-87130-065-8, lire en ligne).
- Le Roman policier, par Daniel Fondanèche, Paris, Ellipses, 2000.
- Le Roman policier en Amérique française, par Norbert Spehner, Québec, Éditions Alire, 2000.
- Le Roman policier, par André Vanoncini, Presses universitaires de France, coll. Que sais-je ?, 2003.
- Dictionnaire du roman policier, par Jean Tulard, Fayard, 2005.
- Le Roman policier, in Paralittératures, par Daniel Fondanèche, Vuibert, 2005.
- Le Polar américain, la modernité et le mal, par Benoît Tadié, PUF, 2006.
- Dictionnaire des littératures policières, sous la direction de Claude Mesplède, nouvelle édition, Nantes, Joseph K, 2007.
- Histoire du polar jeunesse, romans et bandes dessinées par Raymond Perrin, L'Harmattan, 2011.
- Le Roman policier en Amérique française - 2 (2000-2010), par Norbert Spehner, Québec, Éditions Alire, 2011.
- Le roman policier pour la jeunesse, bonne ou mauvais lecture ?, par Béatrice Nicodème, 2012.
- Roman policier, fragment d'histoire, par Régis Messac, Paris, 2009, Éditions ex nihilo.
- Elsa de Lavergne, La Naissance du roman policier français. Du Second Empire à la Première Guerre mondiale, Paris, Garnier, coll. « Classiques », 2009, 413 p. (ISBN 978-2-8124-0028-5)

- Polars et métaphysique (dossier), Nunc, no 20, février 2010.
- Guide du roman policier nordique, par Thierry Maricourt, Encrage, 2010.
- Quand le délit est dans le texte. Le roman policier, une littérature de l'excès ?, Cathy Fourez, Victor Martinez, Raphaël Villatte (dir.), Amsterdam, Peter Lang, 2011.
- Dicopolar, par Béatrice Nicodème, 2012.
- Pleins feux sur le polar, Isabelle-Rachel Casta, Klincksieck, 2012.
- Énigmes et Complots. Une enquête à propos d'enquêtes, par Luc Boltanski, Gallimard, 2012.
- Des femmes dans le noir, par Elizabeth Legros Chapuis, The Book Edition, 2012.
- Archéologie de la littérature policière, par André-Marc Aymé, Collection Sang Maudit, L'Harmattan, 2013.
- Polars, philosophie et critique sociale, par Philippe Corcuff, Textuel, 2013.
- C'est l'histoire de la Série noire, sous la direction de Franck Lhomeau et Alban Cerisier, Gallimard, 2015.
- Le Détective était une femme. Le polar en son genre, par Frédéric Regard, Paris, PUF, 2018.

#### Revues de référence
- La revue 813, bulletin de l'association des Amis de la littérature policière ;
- L'Indic (magazine), magazine édité par l'association Fondu Au Noir ;
- Les Temps modernes, no 595, 1997, Roman noir – Pas d’orchidées pour les T.M. ;
- Mouvements, no 15-16, été 2001, Le Polar – Entre critique sociale et désenchantement ;
- Temps noir, revue consacrée au roman policier.

#### Articles de référence
- Albert Dubeux, Le Roman policier, la Revue des Deux Mondes, no 16, 15 août 1959.
- Le Roman noir américain, revue Europe, août-Septembre 1984.
- Régis Messac, Le Roman policier, le Journal de Quinzinzinzili, no 3, été 2008.
- André Vanoncini, « Du roman policier au roman de l'homme: La Nuit du carrefour de Georges Simenon », Colloque de l'Association internationale des études françaises, 22 juillet 1987, Cahiers de l'A.I.E.F., mai 1988, no 40 ; « Narratologie et herméneutique: le roman policier de Simenon au carrefour de la critique », Romanistische Zeitschrift für Literaturgeschichte / Cahiers d'histoire des littératures romanes, 1988, 1/2 ; « Léo Malet et Charles Baudelaire: de l'enquête policière à la quête poétique », Poétique, 110, avril 1997 ; « Roman policier », « Léo Malet », Dictionnaire des lettres françaises, XXe siècle, Le livre de poche, 1998 ; « Le roman policier comme enjeu littéraire », ARBA 10, Acta romanica basiliensa, juin 1998 ; « De Zadig à Maître Cornélius : le roman policier en gestation », Colloque « Lire Balzac en l’an 2000 », Paris / Saché 18-22 mai 1999, L’Année balzacienne, 1999, I.
- Ramon Fernandez, Le roman policier in Messages, Bernard Grasset, Paris, 1981; p. 219-225.
- Isabelle-Rachel Casta, Gaston Leroux et Léo Malet, articles in Revue Les Trésors de la culture n° 18, "Polar le frisson des enquêtes" , B. Auduy dir., décembre 2020-janvier-février 2021, p. 62-65 et 72-75.